# Владетели на Мантуа
Владетелите на Мантуа – господари, маркизи и херцози на Мантуа между 1276 и 1708 г.

## Господари на Мантуа

### Фамилия Бонаколси(1276-1328)
- Пинамонте дей Бонаколси (1276-1291)
- Барделоне дей Бонаколси (1291–1299)
- Гуидо дей Бонаколси (1299–1309)
- Риналдо Пасерино дей Бонаколси (1309–1328), brat na predniq

брат на предния

### Фамилия Гондзага(1328-1433)
- Луиджи I Гондзага (упр. 1328–1360)
- Гвидо Гондзага (упр. 1360–1369)
- Луиджи II Гондзага (1369–1382)
- Франческо I Гондзага (упр. 1382–1407)
- Джанфранческо I Гондзага (упр. като господар 1407–1433)

### Маркизи на Мантуа
- Джанфранческо I Гондзага, първи маркграф на Мантуа (1433–1444)
- Лудовико III Гондзага (упр. 1444–1478)
- Федерико I Гондзага (упр. 1478–1484)
- Франческо II Гондзага (упр. 1484–1519)
- Федерико II Гондзага (упр. 1519–1530)

### Херцози на Мантуа
Между 1536 и 1559 г. Херцогството Мантуа е присъединено към Маркграфство Монферат.
- Федерико II Гондзага (първият херцог 1530–1540)
- Франческо III Гондзага (1540–1550)
- Гулелмо Гондзага (1550–1587), брат на Франческо III
- Винченцо I Гондзага (1587–1612)
- Франческо IV Гондзага (упр. 1612)
- Фердинандо Гондзага (1612–1626), брат на Франческо IV
- Винченцо II Гондзага (1626–27), брат на Фердинандо

Херцогството Мантуа попада у линията Гонзага-Невер.
- Карло I Гондзага (1627–1637)
- Карло II Гондзага (1637–1665)
- Фердинандо Карло Гондзага (1665–1708), последен, 10-и херцог на Мантуа и Монферат.

През 1708 г. Херцогство Мантуа е превзето от Хабсбургите, става имперска страна, която императорът обявява за своя собственост. Савоя получават и другата половина от Монферат.